# Jason White (Rugbyspieler)
Jason Phillip Randall White (* 17. April 1978 in Edinburgh) ist ein ehemaliger schottischer Rugby-Union-Spieler, der für ASM Clermont Auvergne und die schottische Nationalmannschaft aktiv war. Er spielte in der zweiten Reihe, als Flügelstürmer oder Nummer Acht. Er gehörte zu den gefürchtetsten Tacklern im internationalen Rugby.
White war Kapitän der Schulauswahl sowie in der U 19 und U 21 und gab 2000 sein Debüt für die A-Nationalmannschaft gegen England. Seinen ersten Versuch erzielte er 2002 gegen die Vereinigten Staaten. In der Saison 2003/04 legte er in vier aufeinanderfolgenden Spielen drei weitere Versuche. Er wechselte in dieser Spielzeit von den Glasgow Warriors in die Guinness Premiership zu den Sale Sharks. Aufgrund von Verletzungen stieß er während der Neuseeland-Tour zum Kader der British and Irish Lions als Reservespieler und kam gegen Auckland zu einem Einsatz.
Im November 2005 wurde White erstmals zum Kapitän der schottischen Nationalmannschaft ernannt. Es folgten 10 weitere Spiele als Kapitän, bis er sich ein Jahr später gegen Rumänien am Knie verletzte. Er fiel in Folge für neun Monate aus und stieß im Vorfeld der Weltmeisterschaft wieder zurück in den Kader. Er war während der WM und bei zwei Spielen der Six Nations 2008 Kapitän Schottlands, bevor er von Mike Blair abgelöst wurde.
Im Jahr 2009 wechselte White nach Frankreich zu ASM Clermont Auvergne.